# Palazzo Canavese
Palazzo Canavese (piemontiul: Palass) település Olaszországban, Lombardia régióban, Torino megyében. Lakosainak száma 834 fő (2023. január 1.). Palazzo Canavese Albiano d’Ivrea, Azeglio, Bollengo, Magnano és Piverone községekkel határos.

## Népesség
A település népességének változása:
| Lakosok száma | 843  | 842  | 834  |
|               | 2017 | 2018 | 2023 |